# Sir Charles Grandison, or, The happy man: a comedy in five acts
Sir Charles Grandison, ou l'Homme heureux, comédie en cinq actes
Pour les articles homonymes, voir The History of Sir Charles Grandison.
Sir Charles Grandison, or, The happy man: a comedy in five acts est une pièce de théâtre écrite par Jane Austen entre le début des années 1790 et 1800 environ, et parodiant son ouvrage fétiche, The History of Sir Charles Grandison de Samuel Richardson. La pièce, longtemps considérée comme étant de Anna Austen, l'une des deux nièces préférées de Jane Austen, est aujourd'hui attribuée à celle-ci, sur la base des recherches effectuées par B. C. Southam.

## Genèse de la pièce
L'œuvre de Samuel Richardson, The History of Sir Charles Grandison, est l'un des ouvrages favoris de Jane Austen, et sans doute celle qu'elle connait le plus profondément, car elle le relit fréquemment, et y fait régulièrement allusion dans sa correspondance.
Prenant pour point de départ le roman épistolaire de Richardson, Jane Austen commence à travailler à une petite pièce de théâtre parodique au début des années 1790, pour l'achever sans doute peu après 1800. Elle choisit d'y développer particulièrement ce qui touche à Charlotte et à son peu d'empressement à se marier, ainsi que les péripéties de l'enlèvement de Harriet Byron, en ignorant les scènes italiennes de l'original de Richardson. Dépourvu de tout message moralisateur, cette petite pièce semble avoir été écrite pour amuser sa famille, comme Jane Austen aime à le faire, voire pour permettre de mettre en valeur les talents théâtraux de ses proches.

## Attribution
Cependant, A Memoir of Jane Austen (« Souvenirs de Jane Austen »), écrit en 1871 par James Edward Austen Leigh, ne fait pas mention de la pièce (bien que les manuscrits en soient incontestablement de la main de Jane Austen), car la tradition familiale l'attribue à la nièce de Jane Austen, Anna Austen, fille de James Austen ; cette tradition est relayée plus tard et rendue publique par le livre de Constance Hill de 1902, Jane Austen: Her Home and Her Friends.
Ce n'est qu'en 1977 que B. C. Southam, l'un des spécialistes de Jane Austen et président de la Jane Austen Society, attribue l'œuvre à Jane Austen. Le manuscrit de 52 pages se trouve depuis 2004 à la Chawton House Library (en).

## Œuvre
- Jane Austen et Samuel Richardson (annoté par B. C. Southam et David Cecil), Sir Charles Grandison, or, The happy man : a comedy in five acts, David Astor at Jubilee Books, 1981, 26 p. (lire en ligne)